# Hans Heyer
Hans Heyer (ur. 16 marca 1943 w Mönchengladbach) – niemiecki kierowca wyścigowy. Wystąpił w Formule 1 w wyścigu o Grand Prix Niemiec w 1977 roku.

## Grand Prix Niemiec
Wyścig Grand Prix Niemiec w 1977 roku pojechał w samochodzie Penske PC4 w nowo utworzonym zespole niemieckim Auto Technisches Spezialzubehör. Nie zakwalifikował się do wyścigu, jednak wystartował pomimo tego, iż nie otrzymał pozwolenia. Ustawił się na końcu stawki i ruszył, ale po 10 okrążeniach miał awarię skrzyni biegów. Jednak porządkowi zauważyli to i po wyścigu został zdyskwalifikowany.
W 1986 r. wziął udział w Rajdzie Dakar w kategorii ciężarówek, zajmując w klasyfikacji generalnej 2. pozycję.

## Wyniki w Formule 1
| Legenda oznaczeń w tabelach wyników Wyświetl szablon na nowej stronie | Legenda oznaczeń w tabelach wyników Wyświetl szablon na nowej stronie                                                                     |
| Oznaczenie                                                            | Wyjaśnienie |
| --------------------------------------------------------------------- | --- |
| Złoty                                                                 | Zwycięzca lub mistrzostwo |
| Srebrny                                                               | 2. miejsce lub wicemistrzostwo |
| Brązowy                                                               | 3. miejsce lub II wicemistrzostwo |
| Zielony                                                               | Ukończył, punktował (w klasyfikacji generalnej, gdy zdobył co najmniej jeden punkt na przestrzeni sezonu, poza trzema powyższymi opcjami) |
| Niebieski                                                             | Ukończył, nie punktował (w klasyfikacji generalnej, gdy nie zdobył co najmniej jednego punktu na przestrzeni sezonu)                      |
| Czerwony                                                              | Nie zakwalifikował się (NZ) |
| Czerwony                                                              | Nie prekwalifikował się (NPK) |
| Różowy                                                                | Nie ukończył (NU) |
| Różowy                                                                | Niesklasyfikowany (NS) (w klasyfikacji generalnej, gdy nie został sklasyfikowany w żadnym wyścigu sezonu)                                 |
| Czarny                                                                | Zdyskwalifikowany (DK) |
| Czarny                                                                | Wykluczony (WYK/EX) |
| Biały                                                                 | Nie wystartował (NW) |
| Biały                                                                 | Kontuzjowany (K/INJ) |
| Biały                                                                 | Wyścig odwołany (OD/C) |
| Bez koloru                                                            | Został wycofany (WYC/WD) |
| Bez koloru                                                            | Nie przybył (NP/DNA) |
| Bez koloru                                                            | Nie brał udziału w treningach (NT/DNP) |
| Bez koloru                                                            | Nie został zgłoszony (–) |
| Pogrubienie                                                           | Start z pole position |
| Kursywa                                                               | Najszybsze okrążenie wyścigu |
| †                                                                     | Nie ukończył, ale jego rezultat został zaliczony ze względu na przejechanie więcej niż 90% dystansu wyścigu.                              |
| *                                                                     | Sezon w trakcie |
| 1/2/3                                                                 | Punktowana pozycja w sprincie kwalifikacyjnym                                                                                             |
| Lista systemów punktacji Formuły 1                                    | |

| Rok  | Zespół                          | Bolid      | Silnik      | 1     | 2     | 3     | 4     | 5     | 6     | 7     | 8     | 9     | 10    | 11     | 12    | 13    | 14    | 15    | 16    | 17    | Pozycja | Punkty |
| ---- | ------------------------------- | ---------- | ----------- | ----- | ----- | ----- | ----- | ----- | ----- | ----- | ----- | ----- | ----- | ------ | ----- | ----- | ----- | ----- | ----- | ----- | ------- | ------ |
| 1977 | Auto Technisches Spezialzubehör | Penske PC4 | Cosworth V8 | ARG - | BRA - | RPA - | USZ - | ESP - | MON - | BEL - | SWE - | FRA - | GBR - | GER DK | AUT - | HOL - | ITA - | USA - | CAN - | JAP - | NS      | 0      |